# Drapeau du Kent
Le drapeau du Kent est le drapeau du comté du Kent, en Angleterre.
Il contient le symbole du Kent, le cheval blanc du Kent (en) — un cheval blanc cabré —, sur un fond rouge.
Il est parfois nommé  drapeau Invicta (en anglais : Invicta Flag) d'après la devise du Kent, Invicta (en).
Le drapeau trouverait son origine de celui d'Horsa, une figure historique ancienne, fondateur du royaume de Kent en 449.